# Каспер Несецки
Каспер Несецки (на полски: Kasper Niesiecki; 31 декември 1682 г. — 9 юли 1744 г., гр. Краснистав) е полски генеалог, хералдист, йезуит, лексикограф, писател, теолог и проповедник. Той е най-известен като създател на гербовник под заглавието „Korona Polska“ (на български: Полска корона), издаден в четири тома в Лвов през 1728-1743 г.
Точното родно място на Каспер Несецки не е установено и до днес. От йезуитските каталози може да се предположи, че той идва от Великополша, вероятно от село Несетино, близо до Лодз, въпреки че родът Несецки никога не са владеели това село. Досега не е изяснено дали Несецки е бил изобщо от дворянски произход и дали е притежавал приписвания му герб Порай; Несецки не е включил фамилното си име в собствения си гербовник. Източниците често дават различни дати за рождения ден на Несецки, смъртта му, присъединяването му към Йезуитския орден и полагането на орденски обет. В резултат на това са приети онези дати, които се упоменават най-често или са хронологично близки до описаните събития: той е роден на 31 декември 1682 г., постъпва в ордена на 2 септември 1699 г., полага първия си орденски обет на 22 юли 1701 г., получава свещеническо ръкоположение през юни 1710 г. и полага четирите орденски обета на 35 години, а именно – на 19 март 1717 г., умира на 9 юни 1744 г. на 62 години в Краснистав.
Той учи в йезуитското училище в Кросно. През 1699 г. постъпва като йезуитски послушник в Краков. От 1701 до 1704 г. учи философия в Люблин и получава магистърска степен. След това продължава обучението си в Кросно, Люблин и Луцк, преди да започне да учи богословие в Ягелонския университет в Краков през 1707 г. На 28-годишна възраст Нисецки е ръкоположен за свещеник.
След това преподава реторика и поетика, първо в Бидгошч от 1712 до 1713 г., след това в Кониц от 1713 до 1714 г. и накрая реторика и математика в Калиш от 1714 до 1715 г. От 1715 до 1723 г. работи като свещеник в Мазовия, Краков, Люблин, Калиш, Лвов и Краснистав, където от 1724 г. е постоянното му местожителство в манастира. Там той е първи ръководител на семинарията и преподава морално богословие през следващите четири години. Тук той написва своя високо ценен четиритомник за полската аристокрация (шляхта) и нейните гербове. От 1727 г. той ръководи църквата там и работата му е насочена към пастирската грижа. През 1740-1741 г. той временно ръководи и семинарията в Сандомеж.
Йезуитският хералдик е погребан в йезуитската църква в Краснистав. На 21 май 1849 г. куполът на църквата се срутва и засипва гробовете. От кореспонденцията, която Несецки е водил, докато е работил над гербовника, са оцелели само три писма, подписани от епископ Йозеф Анджей Залуски, служител на Национална Библиотека във Варшава(пол.)бълг. (от 15 декември 1729 г., 26 ноември 1732 г. и 20 март 1739 г.), както и друго писмо от 13 октомври 1740 г., изпратено до Михаил Казимир Радзивил.

## Научна дейност
Основният труд на Несецки е гербовник под заглавието „Korona Polska“ (на български: Полска корона), издаден в четири тома в Лвов през 1728-1743 г. Ползвайки се на дълга и широка популярност, този труд имал огромен авторитет в очите на представителите на привилегированите слоеве на полското общество:
| „ | Когато идеше реч за женитба на син или даване на щерка за булка, преди всичко друго си правеха справка, какво казва Несецки относно рода на кандидата или кандидатката, относно техните предци и роднинство. Лице, което не е попаднало в този алманах на Несецки, беше лишено от достъп до благородническото общество... | “ |

Между 1839 и 1845 г. трудът на Несецки е публикуван във второ издание под заглавието „Herbarz polski“ (на български: Полски гербовник); тази публикация съдържа множество редакционни допълнения и бележки, които, по мнение на изследователи, нямат голяма научна стойност.

## Трудове
- Korona Polska przy złotey wolnosci starożytnemi Rycerstwa Polskiego y Wielkiego Xięstwa Litewskiego kleynotami naywyższymi Honorami Heroicznym, Męstwem y odwagą, Wytworną Nauką a naypierwey Cnotą, nauką Pobożnością, y Swiątobliwością ozdobiona Potomnym zaś wiekom na zaszczyt y nieśmiertelną sławę Pamiętnych w tey Oyczyźnie Synow podana Przez X. Kaspra Niesieckego Societatis Jesu, Лвов 1743 г. (Дигитализирана версия) (на полски език)